# Zbiornik Oskolski
Zbiornik Oskolski – były sztuczny zbiornik wodny na Oskole, na terenie obwodu charkowskiego i donieckiego Ukrainy.
Zbiornik został utworzony przez zbudowanie Oskolskiej Elektrowni Wodnej, został napełniony w 1959 roku. Powierzchnia zalewu wynosi 122,6 km², a objętość zgromadzonej wody – 0,474 km³. Długość zbiornika to 84 km, największa szerokość – 4,0 km, średnia głębokość – 3,8 m.
W wyniku rosyjskiego ataku w 2022 roku zapora została uszkodzona i woda opuściła zbiornik, zalewając pobliską wieś.